# Intharacha
Intharacha (tiếng Thái: อินทราชา) hay Intraraja (1359 - 1424), là vị Quốc vương thứ 7 của Vương quốc Ayutthaya trong lịch sử Thái Lan.

## Thành chủ Suphan Buri
Là cháu trai của tiên vương Boromracha I, Intharacha ban đầu được tấn phong làm Thành chủ Suphanburi. Bấy giờ ngai vàng Ayutthaya đang nằm trong vòng tranh chấp giữa hai gia tộc Uthong và Suphanaphum (mà Intharacha là một thành viên). Vị vua khai quốc, Ramathibodi I đến từ gia tộc Uthong, song sau khi ông ta qua đời thì người em rể là Boromracha I thuộc nhà Suphannaphum đã chiếm lấy ngai vàng, và lưu đày Hoàng tử Ramesuan đến đất Lopburi. Năm 1388, Boromracha I mất, Ramesuan đem quân từ Lopburi trở về giành lại vương vị cho nhà Uthong, sau đó truyền ngôi cho con là Ramracha.
Theo Biên niên sử Van Vliet, vua Ramracha bị mô tả là một người "thiểu năng trí tuệ" (tiếng Đức: wenig Weisheit), và đã đưa ra một quyết định tồi tệ khi cử Intharacha, hậu duệ của gia tộc Suphannaphum đến cai trị xứ Suphan Buri. Và chính tại nơi đất phong này, ông ta đã tích lũy quyền lực để có thể lật đổ Ram khỏi ngai vàng trong tương lai.
Trong thời gian nắm quyền tại Suphan Buri, Intharacha đã thiết lập quan hệ ngoại giao tốt đẹp với nhà Minh - Trung Quốc, đến nỗi phía Trung Quốc coi trọng Inracha hơn cả vua Ram đang ngự ở Ayutthaya. Có ghi nhận rằng ông từng đến triều đình vua nhà Minh vào năm 1377 hoặc 1378. Nhà Minh thậm chí còn gọi ông là vua của Xiêm quốc, điều này gây ra sự nghi ngờ trong lòng của vua Ram.

## Đoạt ngôi vua Ayutthaya
Năm 1409, Intharacha chính thức nổi dậy lật đổ Ramracha để chiếm lấy ngai vàng Ayutthaya. Theo Biên niên sử Luang Prasoet, Inracha đã theo kế của một hàng thần tên là chao senabodi (tiếng Thái: เจ้าเสนาบดี) mà dàn dựng một cuộc đảo chính chống lại Ram. Nguyên do là trước đó, Ram đã xung đột với chao senabodi và ra lệnh bắt giữ ông ta. Senabodi bỏ chạy đến Patha Khu Cham (tiếng Thái: ปท่าคูจาม), yết kiến Inracha và thuyết phục ông này đưa quân từ Suphan Buri đến Ayutthaya và chiếm lấy ngai vàng. Inracha thành công đoạt ngôi, trở thành Vua Ayutthaya, và sau đó trục xuất phế vương Ram đến đất Patha Khu Cham. Ram vẫn sống ở đó đến khi qua đời, không rõ cụ thể thời gian nào.
Trong các tài liệu được tạo ra dưới thời kỳ Rattanakosin, chao senabodi là cách gọi dành cho quan tể tướng phụ trách các vấn đề quân sự, mặc dù thực tế là chức danh đó chưa tồn tại vào thời của vua Ram.
Biên niên sử Minor Wars còn cho biết rằng Ram chỉ bị lưu đày vì Inracha không muốn giết chết họ hàng của mình.
Van Vliet đưa ra một thông tin hơi khác về cuộc đảo chính, nêu rằng sau khi Ram trị vì Ayutthaya được 3 năm, Inracha đã đưa quân từ Suphan Buri tiến vào Ayutthaya, chiếm được ngai vàng và giết chết Ram.
Biên niên sử Magadhi vàe Biên niên sử Hội Phật giáo cũng ghi rằng Inracha đã xử tử Ram.
Cuộc đảo chính này là một phần trong một loạt các cuộc xung đột giữa hai gia tộc là Uthong (mà Ram là thành viên) và Suphannaphum (mà Inracha đại diện). Hai gia tộc này đã tranh chấp với nhau từ lâu để giành ngai vàng Ayutthaya. Nhưng chiến thắng của Inracha trong dịp này sẽ cho phép nhà Suphannaphum tiếp tục nắm quyền ở Vương quốc Ayutthaya trong gần hai thế kỷ tiếp theo.
Sau khi thành công lên ngôi, để tưởng thưởng cho chao senabodi, nhà vua đã đem một công chúa do phi tần sinh ra gả cho công ta, cùng các vật ngự ban là một cặp khay vàng đựng đồ quý, một cặp đĩa vàng có đế, một chiếc cốc đựng nước hình hoa sen bằng vàng, một thanh kiếm hai lưỡi và một chiếc kiệu làm bằng ngà voi.

## Trị vì Ayutthaya
Năm 1419, vương quốc Sukhothai ở phía bắc lâm vào tình trạng nội loạn. Sau cái chết của vua Sai Lue Thai, hai hoàng tử là Phaya Ban Mueang cùng Phaya Ram tranh nhau ngai vàng Sukhothai. Nhân cơ hội đó, Intharacha đã mang quân tới thành Prabang (Nakhon Sawan ngày nay), buộc cả 2 anh em Phaya Ban Mueang cùng Phaya Ram phải tới diện kiến rồi nhân đó lập Phaya Ban Mueang làm Quốc vương Sukhothai, tức vua Maha Thammaracha IV. Sukhothai sau đó phải gả công chúa Phra Ratchathewi cho Hoàng tử Samphraya - con trai út của Intharacha (tức vua Borommaracha II sau này).
Những năm cuối đời, nhà vua phân phong cho các con trai của mình. Hoàng trưởng tử Ai Phraya đến trấn nhậm xứ Suphanburi, Hoàng tử thứ hai là Yi Phraya thì đi trấn thủ Phrek Siracha, còn Hoàng tử thứ ba Sam Phraya đến sống ở Chainat.. Năm 1424, nhà vua qua đời, hai hoàng tử Ai Phraya và Yi Phraya đã chiến đấu với nhau để tranh giành quyền thừa kế. Kết quả là cả hai đều tử trận, và do đó ngai vàng rơi vào tay người em út, hoàng tử Sampharaya. Đó chính là Quốc vương Borommaracha II.:29

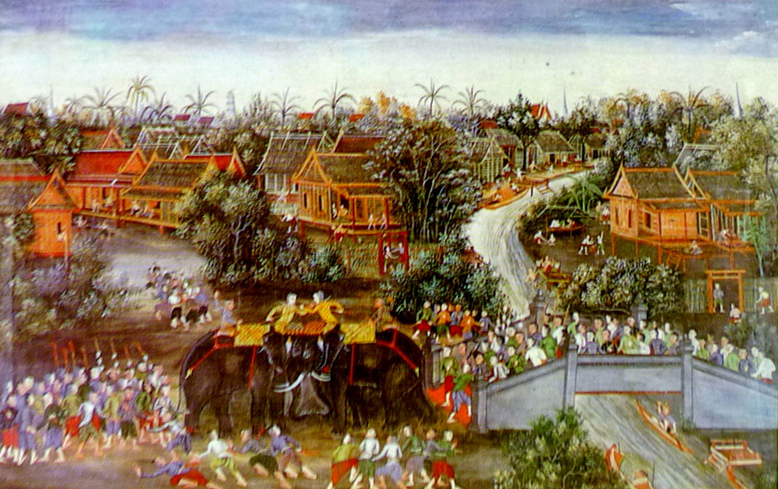
Bức tranh mô tả trận chiến của hai hoàng tử con vua Intharacha tại Cầu Pa Than, hiện đang được trưng bày tại Warophatphiman Hall, Cung điện Hoàng gia Bang Pa-In.